# 邬希文
邬希文，字亦范，号松崖，籍贯浙江余姚，长居吴门（今江苏省苏州市），清朝画家。

## 生平
“乾隆元年（1736年）应制科，芦鸿博不就”。擅长山水画，风格承倪瓒（晚期浙派）。其山水画清朗疏幽，极富意境。

## 著作
- 《墨林今话》
- 《越风小传》
- 《畊砚田斋笔记》
- 《清画家诗史》